# Сабанаково
Сабана́ково (рос. Сабанаково, башк. Һабанаҡ) — присілок у складі Мечетлінського району Башкортостану, Росія. Входить до складу Лемез-Тамацької сільської ради.
Населення — 391 особа (2010; 437 в 2002).
Національний склад:
- башкири — 98 %